# Maksim Kireev
Maksim Kireev (Bruselas, 9 de julio de 2004) es un futbolista belga, nacionalizado bielorruso, que juega en la demarcación de delantero para el Lierse Kempenzonen de la Segunda División de Bélgica.

## Selección nacional
Tras jugar en las categorías inferiores de la selección, finalmente hizo su debut con la selección absoluta de Bielorrusia el 21 de marzo de 2024 contra Montenegro en un partido amistoso que finalizó con un resultado de 2-0 a favor del combinado montenegrino tras los goles de Adam Marušić, Nikola Krstović.

## Clubes
| Club               | País    | Año   | Partidos | Goles |
| ------------------ | ------- | ----- | -------- | ----- |
| Lierse Kempenzonen | Bélgica | 2023- | 41       | 6     |